# بریت پترشن
بریت پترشن (نروژی: Brit Pettersen؛ زادهٔ ۲۴ نوامبر ۱۹۶۱) اسکی‌باز صحرانوردی اهل نروژ بود.